# فرانسوا ديسغاردين
فرانسوا ديسغاردين هو مصرفي كندي، ولد في 5 ديسمبر 1970.